# Reach for the Sky (álbum de The Allman Brothers Band)
Reach for the Sky es el séptimo álbum de estudio de la banda de rock estadounidense The Allman Brothers Band, publicado en 1980. Fue el último álbum de la banda con Jai Johanny Johanson como baterista, hasta su regreso en el álbum Seven Turns.
Reach for the Sky fue la primera producción de la banda publicada por una discográfica diferente a Capricorn Records. Se trata del segundo álbum con Dan Toler en la guitarra y con David Goldflies en el bajo, y el primer disco de estudio en incluir canciones escritas únicamente por miembros de la banda.

## Lista de canciones

### Lado A
1. "Hell & High Water" (Dickey Betts) - 3:37
2. "Mystery Woman" (Gregg Allman, Dan Toler) - 3:35
3. "From the Madness of the West" (Betts) - 6:37
4. "I Got a Right to be Wrong" (Betts) - 3:44

### Lado B
1. "Angeline" (Betts, Johnny Cobb, Mike Lawler) - 3:43
2. "Famous Last Words" (Betts, Bonnie Bramlett) - 2:48
3. "Keep On Keepin' On" (Betts, Toler) - 4:11
4. "So Long" (Allman, Toler) - 6:54

## Créditos
- Gregg Allman - teclados, voz
- Dickey Betts - guitarra, voz
- Dan Toler - guitarra
- David Goldflies - bajo
- Butch Trucks - batería, percusión
- Jai Johanny Johanson - batería